# Tenebriochernes
Genre
Tenebriochernes est un genre de pseudoscorpions de la famille des Chernetidae.

## Distribution
Les espèces de ce genre sont endémiques de Colombie.

## Liste des espèces
- Tenebriochernes concavus Bedoya-Roqueme & Torres, 2019
- Tenebriochernes mohani Bedoya-Roqueme & Torres, 2019
- Tenebriochernes pilosus Bedoya-Roqueme & Torres, 2019

## Publication originale
- Bedoya-Roqueme & Torres, 2019 : Tenebriochernes, a new genus and species of Chernetidae (Arachnida:Pseudoscorpiones) from north-western Colombia, with ecological observations. Zootaxa, no 4624(1), p. 87–107.